# 海人 (能)
『海人』（あま、別表記海士）は、能楽作品のひとつ。旧来世阿弥作ともいわれてきたが、世阿弥自身がこの能の一部について「金春の節である（申楽談儀）」と書いているところから、世阿弥の時代にはすでにこの主題の能があったことが推測される。
讃岐国志度寺の縁起、藤原氏にまつわる伝説を素材に、ドラマチックに作り上げられた作品。藤原房前の出生譚や、藤原氏の女性が唐の后になったという伝説、海底に奪われた宝物をとりかえす海人の伝承、房前が志度寺に寄進したことなどを題材としている。
わが命を犠牲にしてまで子の栄達を願う母の行動を主筋に、法華経による女人成仏などの宗教性も加味した人気のある能のひとつである。
この曲のクライマックス部分「玉ノ段」は、写実性にとみ、独立した仕舞としてもよく上演される。特殊演出である小書も多い。
幸若舞『大職冠』とも共通性がみられ、結末に縁起物語にみられるような詞章があるなど、能と他の芸能の関連性を考えるうえでも、貴重な作である。またこの曲をモチーフとした他分野の作品（地歌『珠取海人』など）も少なくない。

## 作品構成
房前大臣（藤原房前）が、幼少のころに亡くした母は讃岐国志度津の人と聞かされ、菩提を弔うためその地をたずねると、その浦の海女が登場、自分が房前の母であり、龍宮に奪われた「面向不背の珠」をとりかえした経緯を物語る前段、その土地の住人が前段のストーリーを改めて語る間狂言部分、房前が妙法蓮華経で母の追善供養をしていると、龍女に姿をかえた母があらわれ供養を謝す後段からなる。

### 前段
【登場人物】
- 前シテ - 海人
- 子方 - 房前大臣
- ワキ - 房前の従者
- ワキヅレ - 房前の従者二人

13歳の房前大臣は母が亡くなった地、讃岐国房前の地におもむく。従者（ワキ、ワキヅレ）による奈良、津の国、淡路、鳴門の道行きが謡われ、志度の浦に到着。従者がこの地のいわれを聞きたいというと、そこにひとりの海女が登場する。海女は「志度寺の近くに住むけれども、仏道に反する殺生をしている。伊勢や須磨のように風流の心をはぐくむような土地柄でもない。しかし、そんなことをいってもいられない。仕事をしよう」と独白する。
従者が彼女に「海底の藻をとってきてください」と頼むと海女は「空腹でいらっしゃるなら、ここに持っている藻をおあがりください」と応える。従者は「そうではないのだ。海に映る月をご覧になるのに、藻がじゃまになるのだ」という。それを聞いた海女は「昔もそのようなことがあった。海底の珠をとってこいとのことだった」と感慨深かげに言う。その折のことを語ってほしいという従者の頼みに海女は次のように語り始める。
「今の大臣淡海公（藤原不比等）の妹君が唐の妃になられるにあたって、唐の高宗皇帝から興福寺に三つの宝物が贈られました。そのうちのひとつ『面向不背の珠（釈迦の像が必ず正面にみえる不思議な宝珠）』をこの地で龍宮にとられてしまいました。大臣はその珠を奪い返すため身をやつしてこの地に来られ、海人乙女と契りを結ばれました。そのとき生まれたのが房前の大臣です」と。房前はそれを聞き「われこそ房前大臣である。わが母は志度の浦の海女ときかされてここに来たのだ」と名告る。海女はさらに、珠を取り返したときのことを語る。
「もし珠をとってきたら、この子を世継ぎとしてくださるという約束に、海女は命を惜しまず海中に飛び入ったのです」という語りから地謡にあわせての所作になる。

#### 玉ノ段
「空はひとつに雲の波、煙の波を凌ぎつつ、海漫々と分け入りて」やっと竜宮につくと、三十丈の宝塔の頂にその珠がまつられていた。まわりには八大竜王や悪魚、鰐(わに)がとりまいている。志度の観音菩薩たすけたまえと、剣を手に竜宮に飛び入ると、竜たちはぱっと退いた。その隙に宝珠を盗み取って逃げようとするのを竜が追ってくる。竜宮では死人を忌むということなので、海女は自分の乳の下を掻き切って、珠を押し込め海底に倒れると、近づくものもない。そのとき力をこめて命綱をひけば、海上の人々によって命綱がひきあげられ、海女は海上に浮かび上がった。大臣は傷つき息もたえだえになった海女をみて嘆き悲しむが、海女の「わが乳のあたりを御覧ぜ」との末期の言葉に傷跡をみると面向不背の珠がある。こうして海女は命を落としたが、その子は房前の大臣となったのだ。
こう語った海女は「われこそあなたの母、海人の幽霊です。この手紙を御覧になってわが菩提を弔ってください」と、房前に手紙をわたし朝の海に消えていった。

### 間狂言
【登場人物】
- ワキ - 房前の従者
- アイ - 所の者（その土地の住人）

そこへ通りかかったこの土地の住人に、従者が「海中より珠をとってきた海人のことを知っていたら語ってくれ」というと、「奈良の大職冠の娘で淡海公の妹にあたる光伯女は、大変な美人で高宗皇帝の后となられました。奈良の興福寺は光伯女の氏寺なので、三種の宝物を唐から渡されたのです。そのひとつ、面向不背の珠を竜宮の住人は奪い取りたく思ったのですが、船頭が優秀で取ることができません。しかし、とうとうこの浦の近くで取ってしまいました。淡海大臣は残念に思って、身をやつしてこの浦に来られ、海人乙女と契り一子をもうけ、色々のお約束をされて、海女のおかげでその珠を取りかえすことができました。その珠をはじめて御覧になった島は新珠島という名がつきました。またその時生まれたお子はこの浦の名から房前の大臣といわれるそうです」と語り「しかし、どうしてそうようなことをお尋ねになるのですか」と問う。
従者は「ここにおられるのがその房前の大臣です。御母のお弔いのためにこれから管弦講という法要を催されるので、管弦の役者は集まるように言ってください。また七日の間、殺生はやめるように」と告げる。そのことを触れ回ることを約束して土地の住人は去る。

### 後段
【登場人物】
- 後シテ - 龍女
- 子方 - 房前大臣
- ワキ - 房前の従者
- ワキヅレ - 房前の従者二人

従者は房前にさきほど海女から渡された手紙を読むように勧める。房前はその手紙をひらく。そこには「十三年の間わたしを弔う人とてなく冥土の暗闇におります。あなたが孝行ならわが闇を助けてください」とある。地謡によって「妙法蓮華経の読誦やさまざまな法要をして善をなそう」と謡われると、龍女に姿をかえた先ほどの海女が登場する。「ありがたいお弔い、なおなお法華経をお誦みください」といって、経にあわせて舞いはじめる。やがて「早舞」になり、「今この経の功徳にて」成仏した礼をのべ、地謡の「龍女成仏、さてこそ讃州志度寺と号し、毎年八講、朝暮の勤行、仏法繁昌の霊地となるも、この孝養と承る（龍女は成仏しました。このように志度寺と号して、毎年の法華経読誦の法要や朝夕の勤行をする仏教の盛んな地となったのも、この房前大臣の親孝行のおかげなのです）」で舞い納め能は終わる。